# Дирекційний округ Дрезден
Дирекційний округ Дрезден (нім. Direktionsbezirk Dresden) — один із трьох колишніх дирекційних округів Саксонії, створений 1 серпня 2008 під час саксонської реформи громад та замінив Адміністративний округ Дрезден. У 2012 році об'єднаний з іншими округами в Дирекцію землі Саксонія.
Був розташований на сході землі Саксонія. Управління округу називалось «Земельна дирекція Дрезден». 
До нього входили місто Дрезден та райони Бауцен, Герліц, Майсен і Саксонська Швейцарія — Східні Рудні Гори.

## Див також
- Дирекційний округ Хемніц
- Дирекційний округ Лейпциг